# Il collasso dell'universo
Il collasso dell'universo è un saggio di astronomia e astrofisica del 1977 scritto da Isaac Asimov.